# シェイク (パチスロ)
シェイク（SHAKE）は、2002年8月に大都技研が開発、発売したパチスロ機。ストック機。Aタイプ、4.5号機。ゲーム性のほとんどが後継機である『吉宗』に影響を与えている。
2007年6月には5号機規定に従った続編として『シェイクII』が発売された。

## 特徴
- 同社初の液晶搭載マシン。
- 天井はビッグボーナス後は2895G、レギュラーボーナス後は1595G。
- 『バンバン』で初めて採用されたJACINフラグ持ち越し機能を本機でも採用。ビッグボーナスはほぼ711枚を獲得できる大量獲得機タイプ。
- ビッグボーナス時は3種類のBGMを選択可能。
- ビッグボーナス中に711枚獲得できなかった場合(ナビにしたがっていることが条件)や、スイカまたはビッグ絵柄(内部的にはスイカの代役で同一フラグ)が揃うと1G連が発生する。ただし同一ボーナス中に複数揃っても1G連は1回。
- 設定変更を行っても内部のRTゲーム数は引き継がれる。

## 演出
- 「高確率ゾーン」演出を搭載。赤＞緑＞黄＞青で期待度が変化する。
- デジパチ演出で数字3つ揃い時ボーナスまたは高確率のチャンス。赤の場合はボーナス確定。
- ビッグボーナス中の逆ナビ時に逆押しをしなかった場合、警告画面として『サラリーマン金太郎』のパロディ画面が表示される。

## 登場人物
- Boy（ボーイ）
- Nadja（ナディア）
- F.K.（フランケン）
- サボハニ…saboT（サボティ）とmr.honey（ミスターハニー）。チャンスキャラ。後継機の『吉宗』、『押忍!番長』、『秘宝伝』にも登場する。
- Karis（カリス）
- Skelton（スケルトン）